# Віола Валентіно
Віола Валентіно (італ. Viola Valentino, справжнє ім'я Вірджинія Міннетті,  Virginia Minnetti ; нар. 1 липня 1949) — італійська естрадна співачка.

## Біографія
Вірджинія Міннетті народилася 1949 року. В 1968 році розпочала музичну кар'єру під псевдонімом Virginia (Вірджинія), випустивши свій перший сингл  Dixie  («Діксі»). Трохи пізніше створила дует Renzo & Virginia (Ренцо і Вірджинія) разом зі своїм чоловіком, проте дует не отримав значного успіху. Деякий час Вірджинія також працювала фотомоделлю.
Через якийсь час Вірджинію помітив Джанкарло Лукар'єлло, продюсер відомої в той час італійської рок-групи Pooh. Він створив їй образ сексуальної, але в той же час витонченої дівчини; манера співачки виконувати свої пісні приглушеним голосом стала згодом її найяскравішою відмінною рисою.
В 1978 році співачка записує свій єдиний альбом в складі рок-групи Fantasy. Продюсером цього альбому, який отримав назву  Uno  («Один»), виступив Джанкарло Лукар'єлло.
В 1979 році Вірджинія починає виступати під псевдонімом Віола Валентино. Перша її пісня  Comprami  («Купи мене») відразу ж принесла їй популярність і була розпродана тиражем в Італії і Іспанії.
В 1980 році виходять ще дві відомі пісні Віоли Валентино —  Sei una bomba  («Ти бомба») і Anche noi facciamo pace  («Ми теж помиримося»). Тоді ж виходить її перший альбом  Cinema  («Кіно»).
В 1982 році Віола Валентино вперше бере участь в конкурсі «Сан-Ремо» з піснею  Romantici  («Романтики»), яка згодом також розійшлася великим тиражем. У тому ж році виходить другий альбом співачки  In primo piano («На першому плані») і одна з найвідоміших її пісень —  Sola  («Одна»). В цей час Віола Валентино знаходиться на піку популярності і її запрошують знятися у фільмі  Delitto sull'autostrada  («Злочин на автостраді»).
В 1983 році вона знову бере участь в Сан-Ремо з піснею  Arriva arriva  («Приходь, приходь»). Починаючи з цього часу інтерес до співачки потроху починає згасати. В цей час Віола Валентино знімається ще в двох фільмах —  Due strani papà  («Два дивних тата», 1983) і  Le volpi della notte  («Нічні лисиці», 1986).
В 1986 році виходить пісня  Il posto della luna  («Місце місяця»), яка мала незначний успіх.
В 1991 році виходить збірник  Un angelo dal cielo  («Ангел з неба»), що включає всі кращі пісні Віоли Валентино.

## Цікаві факти
Деякий час Віола Валентино була одружена з відомим італійським співаком Рікардо Фольї, що також сприяло зростанню її популярності. Потім, проте, вони розлучилися.
Фото Віоли Валентино двічі потрапляли на обкладинку журналу «Плейбой».

## Дискографія

### Альбоми
- 1978 — Uno (під псевдонімом Фентезі, Fantasy)
- 1980 — Cinema
- 1982 — In primo piano
- 1985 — L'angelo
- 1991 — Un angelo dal cielo
- 1994 — Esisto
- 1998 — Il viaggio
- 2004 — Made in Virginia

### Сингли
- 1968 — Dixie / Pensandoci su (під псевдонімом Вірджинія, Virginia)
- 1970 — Zan zan / I 10 comandamenti dell'amore (під псевдонімом Ренцо і Вірджинія, Renzo e Virginia, разом з Рікардо Фольї)
- 1978 — Cantando (під псевдонімом Фентезі, Fantasy)
- 1979 — Comprami / California
- 1 980 — Sei una bomba / Sono così
- 1 980 — Anche noi facciamo pace / Sì mi va
- 1981 — Giorno popolare / Prendiamo i pattini
- 1981 — Sera coi fiocchi / Come un cavallo pazzo
- 1982 — Romantici / Rido
- 1982 — Sola / Amiche
- 1983 — Arriva arriva / Balere
- 1984 — Verso sud / Traditi
- 1985 — Addio amor
- 1986 — Il posto della luna / La verità
- 1987 — Devi ritornare / Dentro una notte di festa
- 1991 — Un angelo dal cielo / Quasi mezzanotte
- 1994 — Me marito se n'è ito
- 1994 — Onda tra le onde
- 1995 — Probabilmente niente
- 1996 — Estasi
- 1997 — Anime d'autunno (Libertango)
- 1998 — Come quando fuori piove
- 1999 — Aspettando Elia
- 2000 — Comprami 2000 con Zerodecibel
- 2002 — La surprise de l'amour
- 2004 — Dea
- 2004 — Acqua, fuoco, aria, terra
- 2006 — Barbiturici nel thè